# سيدتي (مجلة)
سيدتي، مجلة أسبوعية اجتماعية نسائية، اعتبرت منذ أن صدرت في لندن عام 1981م مجلة المرأة العربية وأسرتها، ووصفت من خلال استطلاعات الرأي وخبراء الإعلام والهيئات النسائية، أنها مجلة المرأة العربية الأولى، نظرا لانتشارها الواسع وتطورها الذي استفاد من أحدث الأساليب التكنولوجية، والتزامها في الوقت نفسه بأخلاقيات المجتمع العربي بشكل عام والمجتمع الخليجي بشكل خاص.
تصدر«سيدتي» عن الشركة السعودية للأبحاث والنشر، وهي واحدة من شركات المجموعة السعودية للأبحاث والتسويق والتي تم تأسيسها عام 1987م. في عام 2005م، انتقلت سيدتي إلى مدينة دبي في دولة الإمارات العربية المتحدة، ليصبح مكتبها الرئيسي في مدينة دبي للإعلام، أسوة بمؤسسات عربية وعالمية تمركزت هناك مع مطلع الألفية الثالثة.

## أبواب المجلة واهتماماتها

### من كل مكان
يقدم هذا القسم الأخبار العالمية والمحلية الطريفة والغريبة بصفحات مختصرة للخبر تجعل القارئ على اطلاع تام على ما يدور في جميع دول العالم.

### حديث العواصم
يهتم هذا الباب بتقديم تحقيقات مصغرة لمواضيع مميزة وتقاليع غريبة في عواصم المدن عالميًا.

### أزياء
يقدم هذا القسم لعاشقات الموضة أحدث صيحاتها والأناقة وأفضل عروض الأزياء العالمية مع طرق تنسيق الملابس بصفحات رائعة ومميزة.

### مجوهرات
يقدم هذا القسم أفضل ما أطلقته العلامات التجارية الشهيرة المتخصصة بالمجوهرات والقطع الفخمة التي تُزين الإطلالة.

### جمال
تحتوي صفحات هذا القسم على مواضيع تظهر لك كل ما يخص الجمال من العمليات الجراحية، والاهتمام بالبشرة والجسم، وطرق وضع الماكياج، وأفضل العلامات التجارية الخاصة بالمساحيق التجميلية، بالإضافة لأفضل وأحدث العطور.

### بنات وشباب
يتميز هذا القسم عن باقي أقسام المجلة بخفة المواضيع وطريقة نشرها التي تتواكب مع اهتمامات الشباب والشابات بمواضيع شائقة ومفيدة في الوقت نفسه.

### تحقيقات
يقدم قسم التحقيقات استطلاع للوقائع والأحداث ولجميع الأشخاص الذين لهم صلة بهذه الوقائع والأحداث والعوامل المؤثرة فيها وتقديم الحلول المناسبة للمشكلة التي يتناولها الخبراء والاستشاريون، كما يضم القسم دراسات وأبحاث وتقارير، بالإضافة للقصص الإنسانية والحالات الغريبة والشاذة.

### نجوم وأضواء
يهتم هذا القسم بكل ما يخص الفن والفنانين بعمل اللقاءات مع الفنانين، وتغطية المهرجانات وحفلات الجوائز، كما يشمل  صفحات«سيدتي الهندية» التي ترصد أخبار النجوم الشخصية والفنية ومواعيد الأفلام والكواليس، وكل ما يرغب القارئ بمعرفته عن نجوم وأفلام بوليوود.

### صحة
باب يهتم بالصحة العائلية لجميع أفراد الأسرة وأحدث الوسائل الطبية للعلاج عالميًا، كما يشمل كل ما يهم المرأة عن الرشاقة من قبل استشاريين في التغذية.

### ديكور
ينقل هذا القسم المرأة من خلال الصور إلى عالم الأثاث وأحدث المفروشات مع آراء الخبراء في عالم الديكور والمهندسين في هذا المجال مع إبراز خطوط الموضة ومواكبة الجديد.

### مطبخ
يهتم هذا القسم بأفضل الأطباق مع شرح مفصل لطريقة التقديم والمقادير والطريقة من أشهر الفنادق العالمية.

### سياحة
تجول سيدتي كل أسبوع في مدينة حول العالم مع شرح لأفضل وأبرز المناطق السياحية لكل مدينة.

### حديث الروح
يتناول هذا الباب كل مايخص الفتاوى الدينية بشرح مبسط لأهم الأمور الدينية والتي تخص المرأة والشباب والشابات في عدد من القضايا من خلال أشهر الشيوخ والدعاة.

## سيدتي والنيوميديا
اعتبرت مجلة سيدتي تاريخيًا الرائدة في الانتقال إلى عالم الملتيميديا، فهي أوّل من أطلق موبايل سيدتي، وهي مجلة مضغوطة لمحتوياتها تبث على الجوال، ومن أول المطبوعات التي حققت انتشارًا كبيرًا على الآي باد، وانفردت عن مثيلاتها بتقديم قنوات خاصة، بالإضافة إلى صفحاتها المطبوعة. ويعد موقع «سيدتي نت» حاليًا واحدًا من أهم المواقع التي تقدم خدماتها للمرأة العربية وأسرتها على مدار الساعة. أما برنامج سيدتي التلفزيوني فهو أول برنامج ينقل المجلة المطبوعة والموقع إلى التلفزيون بأدوات بصرية، حيث تعتبر سيدتي أول مجلة عربية تحولت إلى برنامج تلفزيوني.

## سيدتي في عالم الإنترنت ومواقع التواصل الاجتماعي
خلال تطورها أطلقت سيدتي موقعها «سيِّدتي نت» الذي تصدر المواقع العربية بعدد الزوار ومتابعي قنوات التواصل الاجتماعي في السعودية، حيث حقق موقع سيدتي www.sayidaty.net أعلى معدلات من حيث عدد زائريه من السعودية بشكل خاص، ما جعله من بين أعلى عشرة مواقع تصفحًا في السعودية بشكل عام، متصدرًا بذلك مواقع المرأة والمجلات العربية الإلكترونية كافة، سواءً من حيث عدد الزائرين للموقع أوصفحات المشاهدة على الموقع من الوطن العربي، أما بالنسبة للخليج العربي فقد حافظ موقع سيدتي على صدارة المواقع العربية النسائية من حيث عدد الزوار والمشاهدة.
هذا وقد حل موقع سيدتي بين أول عشرة مواقع عربية يتم تصفحها في السعودية، وذلك حسب إحصائية نشرها موقع Effective Measure لتقييم أداء المواقع في السعودية، ليحقق بذلك أعلى ترتيب بين مواقع المرأة على الموبايل في السعودية.
كما سجّلت الإحصائية ذاتها معلومات عن معدل الوقت الذي يمضيه المتصفح بشكل عام في تصفح صفحات المواقع في السعودية بشكل عام بـدقيقتين و18 ثانية (Average Visits Duration) في الزيارة الواحدة، في حين كان لمتصفح موقع سيدتي أعلى معدل للوقت الذي يمضيه الزائر على الموقع بالزيارة الواحدة بمعدل 8 دقائق و10 ثوانٍ، وهو تقريباً أعلى بثلاثة أضعاف من المعدل العام.
أما بالنسبة لقنوات التواصل الاجتماعي (السوشال ميديا) فقد جاءت سيدتي في الصدارة بين صفحات المجلات العربية من حيث عدد متابعيها على الفيس بوك، وإنستغرام، وتويتر من خلال عدة حسابات مختلفة وكذلك على اليوتيوب.
تميز موقع سيدتي بتوفير خدمات ومواقع إضافية للمرأة منها موقع مطبخ سيدتي الذي حافظ على مركزه الأول بين مواقع الطبخ العربية في السعودية
، بالإضافة إلى موقع سيدتي مول الذي يعدّ الدليل الأول لأكبر الماركات العالمية ومراكز التسوق في السعودية والإمارات العربية المتحدة.

## مطبوعات وإصدارات أخرى
خلال تطورها، أطلقت «سيدتي» مجموعة من المطبوعات أصبحت بدورها علامات بارزة في الصحافة النسائية العربية وتضم:
- مجلة الجميلة وهي مجلة شهرية متخصصة بالجمال والأزياء، وتحتل المرتبة الأولى في السوق السعودية وبعض البلدان العربية، نظرا لمواكبتها أحدث إنتاجات التجميل وعروض الأزياء العالمية واستعانتها بنخبة من أهم خبراء الجمال والعناية بالبشرة ومصممين عالميين.
- سيدتي الإنجليزية وهي مجلة شهرية تصدر باللغة الإنجليزية وموجهة إلى الجاليات الأجنبية في السعودية والبلدان العربية والجيل الجديد من قراء المطبوعات الأجنبية.
- مجلة سيدتي وطفلك وهي مجلة فصلية تعنى بشؤون الأم والطفل والحوامل.
- مجلة سيدتي ديكور وهي مجلة فصلية تعنى بمتابعة أحدث تطورات عالم الديكور الداخلي والأثاث وتستعين بخبراء لتقديم خدمات مختلفة للعائلة العربية في هذا المجال.[7]
- مجلة سيدتي أزياء التي تغطي كل عروض الأزياء العالمية والعربية بدون استثناء.
- ملحق سيدتي التعليمية يصدر شهريًا ويوزع كمجلة مستقلة مع «سيدتي»، ليغطي حاجة قطاع التعليم والعمل الذي يهم المرأة السعودية بالدرجة الأولى.

وفي شهر رمضان من كل عام، تصدر سيدتي ملحقين للطبخ لتقديم خدمات غذائية وصحية مختلفة لقرائها يشارك بها أشهر الطهاة في البلدان العربية والعالم مع نصائح من خبراء مرموقين في التغذية. وفي مارس 2025 - استقبلت "سيدتي" شهر رمضان بإطلاق مجموعة جديدة من البرامج والمواسم، التي تمزج بين التنوع والترفيه والفائدة، لتلبية احتياجات جمهورها وتقديم محتوى يتناسب مع أجواء الشهر الفضيل، ضمن سعي "سيدتي" لتوفير محتوى إعلامي غني ومتنوع يوجه خطابه إلى فئات مختلفة.
خلال عددها الأسبوعي عادة ما تقدم سيدتي ملاحق داخلية في التجميل والعناية والمجوهرات، كما تخص العروس بأكثر من ملحق في العام يهتم بتقديم الجديد في مجال أثواب الزفاف ويشرف عليه نخبة من أبرز المصممين العرب والأجانب.

## رؤساء تحرير مجلة سيدتي
منذ تأسيسها، ترأست تحرير مجلة سيدتي نخبة من الإعلاميات والإعلاميين العرب والسعوديين، وهم: د.فاتنة شاكر، فوزية سلامة
، عماد الدين أديب
، عبد الله باجبير، مطر الأحمدي
، هاني النقشبندي
، محمد فهد الحارثي، وكان لكل رئيس تحرير بصمة إضافة في مسيرة تطورها. وحاليًا ترأس تحرير المجلة لمى بنت إبراهيم الشثري منذ عام 2020 كما وتم تعيين مي بدر في بداية عام 2013 نائبة رئيس تحرير لمجلة سيدتي.

## وصلات خارجية
- الموقع الرسمي
- حساب برنامج سيدتي - روتانا خليجية